# Левин, Хаим
Хаим Левин (ивр. חיים לוין‎; 3 марта 1937, Петах-Тиква, Подмандатная Палестина — 21 апреля 2024) — израильский футболист, играл на позиции вратаря. Бронзовый призёр Кубка Азии 1968 года. Обладатель Кубка Азии 1964 года.

## Биография

### Клубная карьера
Начинал карьеру в «Хапоэле» из города Петах-Тиква, а также играл на правах аренды в «Хапоэле» из Кфар-Сава. Затем в течение некоторого времени Левин играл за «Хапоэль» из Хадеры.
В 1957 году Левин перешёл в «Маккаби» из Хайфы, в котором играл на протяжении трёх сезонов. В 1960 году стал игроком «Маккаби» из Тель-Авива, с которым были связаны главные его успехи на клубном уровне. За «жёлтых» он играл в течение девяти сезонов и выиграл чемпионский титул и Суперкубок Израиля в 1968 году. Помимо этого, в 1965 году Левин был признан Футболистом года в Израиле.
В 1969 году перешёл в «Бейтар» из Иерусалима, за который играл в течение двух сезонов. Затем он перешёл в «Маккаби» из «Нетании», в котором играл один сезон. Последним клубом в карьере стал «Хапоэль» из Иерусалима.

### Карьера в сборной
В составе сборной Израиля Левин принимал участие на олимпийском турнире 1968 года, где сыграл в матчах группового этапа со сборными Сальвадора (3:1) и Венгрии (0:2), а также в 1/4 финале с сборными Болгарии. В составе сборной Израиля стал обладателем Кубка Азии 1964 года и завоевал бронзовые медали Кубка Азии 1968 года.
Всего за сборную Израиля сыграл 22 матча.

### Тренерская карьера
Работал в системе «Маккаби» из Хайфы тренером вратарей в молодёжной и основной командах.

### Смерть
Скончался 21 апреля 2024 года в возрасте 87 лет.